# Sukth
Sukth (albanisch auch Sukthi) ist ein Ort nordöstlich von Durrës im Westen Albaniens in der Gemeinde Durrës, Qark Durrës. Sukth ist auch der Name einer Njësia administrative (Verwaltungseinheit) innerhalb der Bashkia Durrës mit 13.395 Einwohnern (Volkszählung 2023).
Sukth ist durch den Erzen in zwei Ortsteile getrennt, nämlich in einen älteren und in den neueren Sukth i Ri. Sukth i Ri liegt am Ostufer des Erzen. Der ältere Ortsteil Sukth am Westufer gehört zur Njësia administrative Katund i Ri.
Von 1996 bis 2015 war Sukth eine eigenständige Bashkia. Amtssitz der ehemaligen Gemeinde und heutigen Njësia administrative ist Skuth (i Ri). Teil der Verwaltungseinheit sind auch die weiter nördlich gelegenen Dörfer Hamallaj, Hidrovor, Kulla, Perlat, Rrushkull und Vadardha die neben Sukth noch fünf weitere Nachbarorte umfasste.
Sukth liegt mitten in der Ebene von Durrës etwa drei Kilometer nördlich vom historischen Marktstädtchen Shijak. Die Küste des Adriatischen Meers ist nur sieben Kilometer im Norden. Die Landschaft ist stark von den landwirtschaftlich bebauten Ebene und den Gewerbegebieten entlang der Autobahn geprägt.

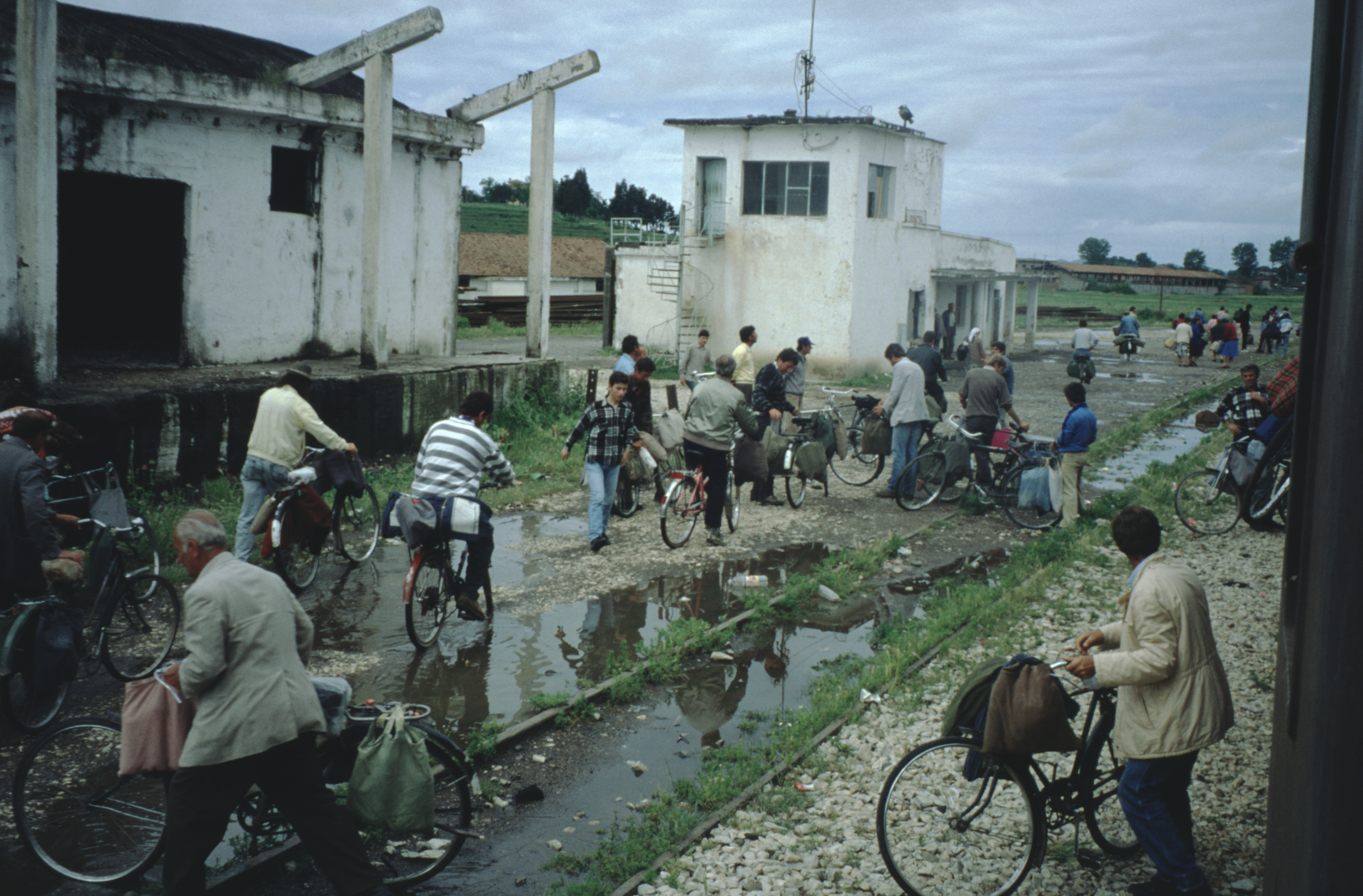
Zughalt am Bahnhof Sukth im Jahr 1998

Südlich des Ortes führt die Hauptverbindungsachse zwischen Durrës und Tirana, der Hauptstadt Albaniens. In einem Abstand von rund 600 Metern verlaufen parallel die Eisenbahnstrecke Durrës–Tirana der HSH und die Nationalstraße SH2 durch Sukth. Die SH2 bildet bei Sukth auf der Strecke Durrës-Vora zudem die Autobahn A1, die Durrës mit dem Kosovo verbindet.
Seit Beginn der 1990er Jahre verzeichnete die Gemeinde eine starke Zuwanderung von Leuten vor allem aus den nördlichen und östlichen Gegenden Albaniens. Etwas mehr als 50 Prozent der Haushalte erklärten 2008, nach 1990 zugewandert zu sein. Mehr als die Hälfte der Bewohner verfügt über keine Baugenehmigung. Bei rund einem Fünftel der Haushalte war damals der Hauptverdienende im Ausland tätig. 2011 lebten noch 15.966 Einwohner auf dem Gebiet. Dieser Rückgang ist aber tiefer als der Landesschnitt.
An der Küste der Bucht Gjiri i Lalëzit im Bereich Hamallaj/Hidrovor sind zahlreiche Hotels und einfachere Ferienunterkünfte entstanden.

## Söhne und Töchter der Stadt
- Rigels Rajku „Noizy“ (* 1986), Rapper